# Искья, Карлос
Карлос Луис Искья (исп. Carlos Luis Ischia; родился 28 октября 1956 года в Буэнос-Айресе, Аргентина) — аргентинский футболист и футбольный тренер. Выступал на позиции защитника. Известен по выступлениям за клубы «Чакарита Хуниорс», «Велес Сарсфилд», «Атлетико Хуниор» и сборную Аргентины.

## Клубная карьера
Искья начал карьеру в клубе «Чакарита Хуниорс». За четыре сезона он провёл в чемпионате Аргентины более 100 матчей и перешёл в «Велес Сарсфилд». В новом клубе он быстро стал основным защитником и благодаря надёжной игре, получил вызов в сборную Аргентины. За пять сезонов в «Велесе» Карлос провёл более 250 матчей во всех турнирах и стал одним из рекордсменов команды. В 1984 году он покинул Аргентины и перешёл в колумбийский «Атлетико Хуниор». Отыграв два сезона Искья принял приглашение «Америки» из Кали, в составе которой он стал выиграл Кубок Мустанга, а также помог команде выйти в финал Кубка Либертадорес. В 1987 году Карлос вернулся в «Хуниор», где и завершил свою карьеру спустя пару лет.

## Международная карьера
В 1980 года Искья дебютировал за сборную Аргентины.

## Тренерская карьера
В 1993 году Искья стал помощником Карлоса Бьянки в своём бывшем клубе «Велес Сарсфилд». В дальнейшем он также входил в тренерский штаб Бьянки в его следующих клубах итальянской «Роме» и «Бока Хуниорс». В 2002 году Искья самостоятельно возглавил «Велес» и смог занять третье место чемпионата. После ухода и команды Карлос без особого успеха тренировал клубы «Химнасия Ла-Плата», «Росарио Сентраль», а также свою бывшую команду «Атлетико Хуниор».
В 2008 году Искья был назначен главным тренером «Бока Хуниорс». Он помог команде выиграть Апертуру, а также Рекопу Южной Америки. В 2009 году Карлос покинул Аргентину и возглавил мексиканский «Атлас», но уже спустя сезон был уволен из-за неудовлетворительных результатов.
В 2011 году Искья переехал в Эквадор, где стал наставников «Депортиво Кито». В первом же сезоне он привёл команду к золотым медалям эквадорской Примеры. В 2012 году Карлос покинул Кито и без недолго тренировал «Расинг» из Авельянеды и «Барселону» из Гуаякиль. В 2015 году Искья возглавил клуб «Аукас».

## Достижения
Командные
 «Америка (Кали)»
- Чемпионат Колумбии по футболу — 1986
- Финалист Кубок Либертдаорес — 1986

Тренерские
 «Бока Хуниорс»
- Чемпионат Аргентины по футболу — Апертура 2008
- Обладатель Рекопы Южной Америки — 2008

 «Депортиво Кито»
- Чемпионат Эквадора по футболу — 2011